# Cunedda Wledig
Cunedda ap Edern, noto anche come Cunetacius o Kenneth (386 circa – 460 circa), soprannominato Wledig, con il significato di "principe" o "signore", fu un importante capo del Galles post-romano e antenato della dinastia del Gwynedd.
Il nome Cunedda viene dalla parola brittonica counodagos, che significa buon signore. La sua genealogia viene tracciata indietro fino ad arrivare a Padarn Beisrudd, cioè Paterno dalla vesta scarlatta. Da qui si è ipotizzato che Paterno fosse un ufficiale romano (o romano-britannico) di alto rango, posto al comando delle truppe foederate di votadini, stanziate nel Clackmannanshire (regione della Scozia) nella seconda metà del IV secolo, dall'imperatore Magno Massimo. Oppure, potrebbe essere stato un capo tribù di frontiera, che ricevette, secondo una pratica molto diffusa a quel tempo, un rango militare romano. Con ogni probabilità, la funzione svolta da Padarn in Scozia fu poi ereditata, alla sua morte, dal figlio Edern (in latino Aeternus) e poi dal figlio di quest'ultimo, Cunedda.
Sia Paterno sia Edern sia Cunedda guidarono le truppe votadine, opponendosi alle incursioni dei pitti e dei pirati irlandesi a sud del Vallo di Adriano. A un certo punto, le truppe comandate da Cunedda furono dislocate nel Galles settentrionale, minacciato dagli irlandesi. Cunedda si stabilì nel territorio dei venedoti, che diventerà l'area centrale del futuro regno del Gwynedd. Due sono le spiegazioni proposte per questi eventi: o che Cunedda abbia agito su ordine di Magno Massimo o dei suoi successori, oppure del re supremo di Britannia, Vortigern. entrambe le ipotesi sarebbero poissibili, in quanto la datazione proposta oscilla tra gli Anni Settanta del IV secolo e gli Anni Quaranta del V secolo, periodo in cui si collocano sia Massimo sia Vortigern.
L'ipotesi che Cunedda abbia agito per ordine di Roma è stata però messa in dubbio da molti storici. Secondo David Dumville, è difficile ipotizzare uno spostamento così netto di foederati dalla Scozia al Galles, specialmente nel periodo del tracollo romano in Britannia, in cui Roma non era in grado di dare prova di un potere così centralizzato. È quindi improbabile che, visto anche che le legioni romane si ritirarono attorno al 410, Roma abbia avuto un'influenza così diretta e forte sulle azioni militari dei votadini.
Massimo o i suoi successori avrebbero dato il controllo delle frontiere a capitribù locali forse molto presto, con l'evacuazione del forte di Chester negli Anni Settanta del IV secolo. La presenza di un insediamento irlandese nella penisola di Lleyn e di raid fino Wroxeter dal tardo IV secolo, farebbero pensare che né i romani e neppure i loro alleati britannici fossero effettivamente in grado di difendere il Galles.
Studiosi come Sheppard Frere hanno ipotizzato che potrebbe essere stato Vortigern, che si avvalse di elementi romani, a spostare i votadini a sud una volta invitati i sassoni a insediarsi in Britannia come mercenari. Vortigern avrebbe quindi inviato Cunedda e i suoi votadini a proteggere il Galles dalle incursioni irlandesi non più tardi del 442, anno in cui i sassoni si ribellarono a Vortigern.
Un presunto nipote di Cunedda, Maelgwn Hir ap Cadwallon, contemporaneo di Gildas, morì nel 547 secondo gli Annales Cambriae. Se si accettano l'identificazione di costui con un discendente di Cunedda e la sua cronologia, bisogna ipotizzare che sia quella di metà V secolo ca. la datazione migliore per Cunedda e le sue vicende.
In realtà si conosce molto poco di Cunedda, celebrato per il suo coraggio, la sua forza e la sua abilità nel guidare con successo le forze romano-britanniche della regione. Sembra anche che abbia sposato Gwawl, figlia del leggendario sovrano del grande reame britannico del nord dell'Y Gogledd Hen, Coel Hen. In questo modo rafforzò la sua posizione politica. Avrebbe avuto diversi figli, che fondarono poi vari regni nel Galles.